# Spodochlamys cupreola
Spodochlamys cupreola är en skalbaggsart som beskrevs av Bates 1888. Spodochlamys cupreola ingår i släktet Spodochlamys och familjen Rutelidae. Inga underarter finns listade i Catalogue of Life.